# Galeodes signatus
Galeodes signatus är en spindeldjursart som beskrevs av Roewer 1934. Galeodes signatus ingår i släktet Galeodes och familjen Galeodidae. Inga underarter finns listade i Catalogue of Life.